# Travisia parva
Travisia parva är en ringmaskart som beskrevs av Francis Day 1973. Travisia parva ingår i släktet Travisia och familjen Opheliidae. Inga underarter finns listade i Catalogue of Life.